# Liga Nacional de Vóley Femenino de 2025
La Liga Nacional de Vóley Femenino de 2025 fue la temporada correspondiente a ese año de la segunda división nacional para clubes de voley femenino de Argentina. El torneo fue organizado por la Federación del Voleibol Argentino (FeVA) y en esta edición participaron catorce equipos, disputándose entre el 17 y el 27 de febrero de 2025 en la ciudad de San Francisco (Córdoba), con el club San Isidro actuando como local.
Se trató del debut de la categoría, que reemplazó a la Liga Federal Femenina de Voleibol Argentino como segunda división del voley femenino argentino.
El campeón fue el equipo local, San Isidro, tras derrotar 3-1 a Bahiense del Norte en la final, consiguiendo asi los dos equipos el ascenso a la Liga Femenina de Voleibol Argentino. La distinción individual a la jugadora más valiosa fue para Valentina González, líbero del equipo campeón.

## Equipos participantes
Zona 1:
- Club Bell (Córdoba)
- Salta Vóley (Salta)
- La Armonía (Colón, Entre Ríos)
- San Isidro (Córdoba)
- Gimnasio y Tiro (Salta)
- Glorias Argentinas
- Club Brujas (Misiones)

Zona 2:
- Club A. Unión (Santa Fe)
- Bahiense del Norte (Bahía Blanca)
- Universitario (Córdoba)
- Echagüe (Paraná, Entre Ríos)
- Municipal San Carlos (Mendoza)
- Tucumán de Gimnasia (Tucumán)
- Selección Argentina Juvenil

## Resultados

### Fase regular
| Pos. | Equipo                           | Pts | Partidos | Partidos | Partidos | Sets | Sets | Sets | Puntos | Puntos | Puntos |
| Pos. | Equipo                           | Pts | PJ       | PG       | PP       | SG   | SP   | SR   | PG     | PP     | PR     |
| ---- | -------------------------------- | --- | -------- | -------- | -------- | ---- | ---- | ---- | ------ | ------ | ------ |
| 1.º  | C.A. San Isidro                  | 18  | 6        | 6        | 0        | 18   | 0    | -    | 450    | 311    | 1.447  |
| 2.º  | C.A. y B. Bell                   | 14  | 6        | 5        | 1        | 15   | 7    | 2.14 | 493    | 434    | 1.136  |
| 3.º  | Club de Gimnasia y Tiro de Salta | 10  | 6        | 4        | 2        | 12   | 11   | 1.09 | 507    | 509    | 0.996  |
| 4.º  | La Armonia                       | 10  | 6        | 3        | 3        | 12   | 11   | 1.09 | 503    | 510    | 0.986  |
| 5.º  | Salta Voley                      | 7   | 6        | 2        | 4        | 9    | 13   | 0.69 | 478    | 474    | 1.008  |
| 6.º  | C.S.y D. Glorias Argentinas      | 3   | 6        | 1        | 5        | 4    | 15   | 0.27 | 364    | 446    | 0.816  |
| 7.º  | Brujas Misiones                  | 1   | 6        | 0        | 6        | 5    | 18   | 0.28 | 431    | 542    | 0.795  |

|  | Avanza a ronda campeonato |

Fuente: FeVA.

#### Zona 1
Fecha 1
| 17/02/2025 - 16:00 | Brujas Misiones | 1 - 3   | La Armonía | Superdomo San francisco C2, San Francisco (Córdoba) |  |
|                    |                 | Reporte |            |                                                     |  |

| 17/02/2025 - 18:00 | C.A. y B. Bell | 3 - 1   | C.S.y D. Glorias Argentinas | Superdomo San francisco C2, San Francisco (Córdoba) |  |
|                    |                | Reporte |                             |                                                     |  |

| 17/02/2025 - 20:00 | C.A. San Isidro | 3 - 0   | Salta Voley | Superdomo San francisco C2, San Francisco (Córdoba) |  |
|                    |                 | Reporte |             |                                                     |  |

Fecha 2
| 18/02/2025 - 16:00 | La Armonía | 3 - 0   | C.S.y D. Glorias Argentinas | Superdomo San francisco C1, San Francisco (Córdoba) |  |
|                    |            | Reporte |                             |                                                     |  |

| 18/02/2025 - 18:00 | Club de Gimnasia y Tiro de Salta | 0 - 3   | C.A. y B. Bell | Superdomo San francisco C1, San Francisco (Córdoba) |  |
|                    |                                  | Reporte |                |                                                     |  |

| 18/02/2025 - 20:00 | C.A. San Isidro | 3 - 0   | Brujas Misiones | Superdomo San francisco C1, San Francisco (Córdoba) |  |
|                    |                 | Reporte |                 |                                                     |  |

Fecha 3
| 19/02/2025 - 16:00 | Brujas Misiones | 0 - 3   | C.S.y D. Glorias Argentinas | Superdomo San francisco C2, San Francisco (Córdoba) |  |
|                    |                 | Reporte |                             |                                                     |  |

| 19/02/2025 - 18:00 | Salta Voley | 1 - 3   | La Armonía | Superdomo San francisco C2, San Francisco (Córdoba) |  |
|                    |             | Reporte |            |                                                     |  |

| 19/02/2025 - 20:00 | C.A. San Isidro | 3 - 0   | Club de Gimnasia y Tiro de Salta | Superdomo San francisco C2, San Francisco (Córdoba) |  |
|                    |                 | Reporte |                                  |                                                     |  |

Fecha 4
| 20/02/2025 - 16:00 | Salta Voley | 3 - 1   | Brujas Misiones | Superdomo San francisco C1, San Francisco (Córdoba) |  |
|                    |             | Reporte |                 |                                                     |  |

| 20/02/2025 - 18:00 | Club de Gimnasia y Tiro de Salta | 3 - 0   | C.S.y D. Glorias Argentinas | Superdomo San francisco C1, San Francisco (Córdoba) |  |
|                    |                                  | Reporte |                             |                                                     |  |

| 20/02/2025 - 20:00 | C.A. San Isidro | 3 - 0   | C.A. y B. Bell | Superdomo San francisco C1, San Francisco (Córdoba) |  |
|                    |                 | Reporte |                |                                                     |  |

Fecha 5
| 21/02/2025 - 16:00 | Club de Gimnasia y Tiro de Salta | 3 - 2   | La Armonía | Superdomo San francisco C2, San Francisco (Córdoba) |  |
|                    |                                  | Reporte |            |                                                     |  |

| 21/02/2025 - 18:00 | C.S.y D. Glorias Argentinas | 0 - 3   | Salta Voley | Superdomo San francisco C2, San Francisco (Córdoba) |  |
|                    |                             | Reporte |             |                                                     |  |

| 21/02/2025 - 20:00 | C.A. y B. Bell | 3 - 2   | Brujas Misiones | Superdomo San francisco C2, San Francisco (Córdoba) |  |
|                    |                | Reporte |                 |                                                     |  |

Fecha 6
| 22/02/2025 - 16:00 | Club de Gimnasia y Tiro de Salta | 3 - 2   | Salta Voley | Superdomo San francisco C1, San Francisco (Córdoba) |  |
|                    |                                  | Reporte |             |                                                     |  |

| 22/02/2025 - 18:00 | C.A. y B. Bell | 3 - 1   | La Armonía | Superdomo San francisco C1, San Francisco (Córdoba) |  |
|                    |                | Reporte |            |                                                     |  |

| 22/02/2025 - 20:00 | C.A. San Isidro | 3 - 0   | C.S.y D. Glorias Argentinas | Superdomo San francisco C1, San Francisco (Córdoba) |  |
|                    |                 | Reporte |                             |                                                     |  |

Fecha 7
| 23/02/2025 - 16:00 | C.A. y B. Bell | 3 - 0   | Salta Voley | Superdomo San francisco C2, San Francisco (Córdoba) |  |
|                    |                | Reporte |             |                                                     |  |

| 23/02/2025 - 18:00 | Brujas Misiones | 1 - 3                               | Club de Gimnasia y Tiro de Salta | Superdomo San francisco C2, San Francisco (Córdoba) |  |
|                    |                 | ( 26/28 26/24 17/25 19/25 ) Reporte |                                  |                                                     |  |

| 23/02/2025 - 20:00 | C.A. San Isidro | 3 - 0                         | La Armonía | Superdomo San francisco C1, San Francisco (Córdoba) |  |
|                    |                 | ( 25/23 25/20 25/18 ) Reporte |            |                                                     |  |

#### Zona 2
| Pos. | Equipo                        | Pts | Partidos | Partidos | Partidos | Sets | Sets | Sets | Puntos | Puntos | Puntos |
| Pos. | Equipo                        | Pts | PJ       | PG       | PP       | SG   | SP   | SR   | PG     | PP     | PR     |
| ---- | ----------------------------- | --- | -------- | -------- | -------- | ---- | ---- | ---- | ------ | ------ | ------ |
| 1.º  | Club Atlético Unión           | 14  | 6        | 5        | 1        | 16   | 5    | 3.20 | 496    | 417    | 1.189  |
| 2.º  | Tucumán de Gimnasia           | 14  | 6        | 5        | 1        | 15   | 7    | 2.14 | 507    | 444    | 1.142  |
| 3.º  | Atlético Echagüe Club         | 13  | 6        | 5        | 1        | 15   | 8    | 1.88 | 502    | 481    | 1.044  |
| 4.º  | Bahiense del Norte            | 12  | 6        | 3        | 3        | 15   | 9    | 1.67 | 527    | 479    | 1.100  |
| 5.º  | Municipalidad de San Carlos   | 5   | 6        | 2        | 4        | 6    | 14   | 0.43 | 405    | 469    | 0.864  |
| 6.º  | Club Universitario de Córdoba | 4   | 6        | 1        | 5        | 8    | 17   | 0.47 | 508    | 560    | 0.907  |
| 7.º  | Selección Argentina           | 1   | 6        | 0        | 6        | 3    | 18   | 0.17 | 410    | 505    | 0.812  |

|  | Avanza a ronda campeonato |

Fuente: FeVA.
Fecha 1
| 17/02/2025 - 16:00 | Tucumán de Gimnasia | 3 - 1                               | Club Universitario de Córdoba | Superdomo San francisco C1, San Francisco (Córdoba) |  |
|                    |                     | ( 25/21 25/18 22/25 25/15 ) Reporte |                               |                                                     |  |

| 17/02/2025 - 18:00 | Bahiense del Norte | 2 - 3   | Atlético Echagüe Club | Superdomo San francisco C1, San Francisco (Córdoba) |  |
|                    |                    | Reporte |                       |                                                     |  |

| 17/02/2025 - 20:00 | Club Atlético Unión | 3 - 0   | Selección Argentina | Superdomo San francisco C1, San Francisco (Córdoba) |  |
|                    |                     | Reporte |                     |                                                     |  |

Fecha 2
| 18/02/2025 - 16:00 | Club Atlético Unión | 3 - 0   | Municipalidad de San Carlos | Superdomo San francisco C2, San Francisco (Córdoba) |  |
|                    |                     | Reporte |                             |                                                     |  |

| 18/02/2025 - 18:00 | Club Universitario de Córdoba | 3 - 2   | Selección Argentina | Superdomo San francisco C2, San Francisco (Córdoba) |  |
|                    |                               | Reporte |                     |                                                     |  |

| 18/02/2025 - 20:00 | Tucumán de Gimnasia | 0 - 3   | Atlético Echagüe Club | Superdomo San francisco C2, San Francisco (Córdoba) |  |
|                    |                     | Reporte |                       |                                                     |  |

Fecha 3
| 19/02/2025 - 16:00 | Tucumán de Gimnasia | 3 - 0   | Selección Argentina | Superdomo San francisco C1, San Francisco (Córdoba) |  |
|                    |                     | Reporte |                     |                                                     |  |

| 19/02/2025 - 18:00 | Atlético Echagüe Club | 3 - 0   | Municipalidad de San Carlos | Superdomo San francisco C1, San Francisco (Córdoba) |  |
|                    |                       | Reporte |                             |                                                     |  |

| 19/02/2025 - 20:00 | Bahiense del Norte | 3 - 0   | Club Universitario de Córdoba | Superdomo San francisco C2, San Francisco (Córdoba) |  |
|                    |                    | Reporte |                               |                                                     |  |

Fecha 4
| 20/02/2025 - 16:00 | Municipalidad de San Carlos | 3 - 0   | Selección Argentina | Superdomo San francisco C2, San Francisco (Córdoba) |  |
|                    |                             | Reporte |                     |                                                     |  |

| 20/02/2025 - 18:00 | Bahiense del Norte | 2 - 3   | Tucumán de Gimnasia | Superdomo San francisco C2, San Francisco (Córdoba) |  |
|                    |                    | Reporte |                     |                                                     |  |

| 20/02/2025 - 20:00 | Club Atlético Unión | 3 - 0   | Atlético Echagüe Club | Superdomo San francisco C2, San Francisco (Córdoba) |  |
|                    |                     | Reporte |                       |                                                     |  |

Fecha 5
| 21/02/2025 - 16:00 | Municipalidad de San Carlos | 3 - 2   | Club Universitario de Córdoba | Superdomo San francisco C1, San Francisco (Córdoba) |  |
|                    |                             | Reporte |                               |                                                     |  |

| 21/02/2025 - 18:00 | Tucumán de Gimnasia | 3 - 1   | Club Atlético Unión | Superdomo San francisco C1, San Francisco (Córdoba) |  |
|                    |                     | Reporte |                     |                                                     |  |

| 21/02/2025 - 20:00 | Bahiense del Norte | 3 - 0   | Selección Argentina | Superdomo San francisco C1, San Francisco (Córdoba) |  |
|                    |                    | Reporte |                     |                                                     |  |

Fecha 6
| 22/02/2025 - 16:00 | Atlético Echagüe Club | 3 - 1   | Selección Argentina | Superdomo San francisco C2, San Francisco (Córdoba) |  |
|                    |                       | Reporte |                     |                                                     |  |

| 22/02/2025 - 18:00 | Municipalidad de San Carlos | 0 - 3   | Bahiense del Norte | Superdomo San francisco C2, San Francisco (Córdoba) |  |
|                    |                             | Reporte |                    |                                                     |  |

| 22/02/2025 - 20:00 | Club Atlético Unión | 3 - 0   | Club Universitario de Córdoba | Superdomo San francisco C2, San Francisco (Córdoba) |  |
|                    |                     | Reporte |                               |                                                     |  |

Fecha 7
| 23/02/2025 - 16:00 | Club Atlético Unión | 3 - 2   | Bahiense del Norte | Superdomo San francisco C1, San Francisco (Córdoba) |  |
|                    |                     | Reporte |                    |                                                     |  |

| 23/02/2025 - 18:00 | Atlético Echagüe Club | 3 - 2   | Club Universitario de Córdoba | Superdomo San francisco C1, San Francisco (Córdoba) |  |
|                    |                       | Reporte |                               |                                                     |  |

| 23/02/2025 - 20:00 | Tucumán de Gimnasia | 3 - 0   | Municipalidad de San Carlos | Superdomo San francisco C2, San Francisco (Córdoba) |  |
|                    |                     | Reporte |                             |                                                     |  |

### Zona permanencia

#### Pre semifinales
| 25/02/2025 - 14:30 | C.S.y D. Glorias Argentinas | 2 - 3   | Brujas Misiones | Superdomo San francisco C1, San Francisco (Córdoba) |  |
|                    |                             | Reporte |                 |                                                     |  |

| 25/02/2025 - 16:00 | Club Universitario de Córdoba | 2 - 3   | Selección Argentina | Superdomo San francisco C1, San Francisco (Córdoba) |  |
|                    |                               | Reporte |                     |                                                     |  |

#### Semifinales 9.º al 12.º puesto
| 26/02/2025 - 10:00 | Municipalidad de San Carlos | 3 - 1   | Selección Argentina | Superdomo San francisco C1, San Francisco (Córdoba) |  |
|                    |                             | Reporte |                     |                                                     |  |

| 26/02/2025 - 11:30 | Salta Voley | 3 - 0   | Brujas Misiones | Superdomo San francisco C1, San Francisco (Córdoba) |  |
|                    |             | Reporte |                 |                                                     |  |

#### Partido por el 13.º puesto
| 27/02/2025 - 08:30 | C.S.y D. Glorias Argentinas | 1 - 3   | Club Universitario de Córdoba | Superdomo San francisco C1, San Francisco (Córdoba) |  |
|                    |                             | Reporte |                               |                                                     |  |

#### Partido por el 11.º puesto
| 27/02/2025 - 08:30 | Brujas Misiones | 3 - 1   | Selección Argentina | Superdomo San francisco C2, San Francisco (Córdoba) |  |
|                    |                 | Reporte |                     |                                                     |  |

#### Partido por el 9.º puesto
| 27/02/2025 - 10:30 | Salta Voley | 0 - 3                         | Municipalidad de San Carlos | Superdomo San francisco C1, San Francisco (Córdoba) |  |
|                    |             | ( 19/25 21/25 19/25 ) Reporte |                             |                                                     |  |

### Zona campeonato
|  | Cuartos de final                 | Cuartos de final |                     |                    | Semifinales | Semifinales |                |                    | Final               | Final |  |
|  |                                  |                  |                     |                    |             |             |                |                    |                     |       |  |
|  |                                  |                  |                     |                    |             |             |                |                    |                     |       |  |
|  | Club Atlético Unión              | 1                |                     |                    |             |             |                |                    |                     |       |  |
|  | Club Atlético Unión              | 1                |                     |                    |             |             |                |                    |                     |       |  |
|  | Bahiense del Norte               | 3                |                     |                    |             |             |                |                    |                     |       |  |
|  | Bahiense del Norte               | 3                |                     | Bahiense del Norte | 3           |             |                |                    |                     |       |  |
|  |                                  |                  |                     | Bahiense del Norte | 3           |             |                |                    |                     |       |  |
|  |                                  |                  | Tucumán de Gimnasia | 2                  |             |             |                |                    |                     |       |  |
|  | Tucumán de Gimnasia              | 3                | Tucumán de Gimnasia | 2                  |             |             |                |                    |                     |       |  |
|  | Tucumán de Gimnasia              | 3                |                     |                    |             |             |                |                    |                     |       |  |
|  | Club de Gimnasia y Tiro de Salta | 0                |                     |                    |             |             |                |                    |                     |       |  |
|  | Club de Gimnasia y Tiro de Salta | 0                |                     |                    |             |             |                | Bahiense del Norte | 0                   |       |  |
|  |                                  |                  |                     |                    |             |             |                | Bahiense del Norte | 0                   |       |  |
|  |                                  |                  | C.A. San Isidro     | 3                  |             |             |                |                    |                     |       |  |
|  | C.A. y B. Bell                   | 3                | C.A. San Isidro     | 3                  |             |             |                |                    |                     |       |  |
|  | C.A. y B. Bell                   | 3                |                     |                    |             |             |                |                    |                     |       |  |
|  | Atlético Echagüe Club            | 2                |                     |                    |             |             |                |                    |                     |       |  |
|  | Atlético Echagüe Club            | 2                |                     | C.A. San Isidro    | 3           |             |                | Tercer lugar       | Tercer lugar        |       |  |
|  |                                  |                  |                     | C.A. San Isidro    | 3           |             |                | Tercer lugar       | Tercer lugar        |       |  |
|  |                                  |                  | Club Bell           | 2                  |             |             |                |                    |                     |       |  |
|  | C.A. San Isidro                  | 3                | Club Bell           | 2                  |             |             | C.A. y B. Bell | 3                  |                     |       |  |
|  | C.A. San Isidro                  | 3                |                     |                    |             |             | C.A. y B. Bell | 3                  |                     |       |  |
|  | La Armonía                       | 0                |                     |                    |             |             |                |                    | Tucumán de Gimnasia | 2     |  |
|  | La Armonía                       | 0                |                     |                    |             |             |                |                    | Tucumán de Gimnasia | 2     |  |
|  |                                  |                  |                     |                    |             |             |                |                    |                     |       |  |

#### Cuartos de final
| 25/02/2025 - 18:00 | Club Atlético Unión | 1 - 3   | Bahiense del Norte | Superdomo San francisco C1, San Francisco (Córdoba) |  |
|                    |                     | Reporte |                    |                                                     |  |

| 25/02/2025 - 18:00 | Tucumán de Gimnasia | 3 - 0   | Club de Gimnasia y Tiro de Salta | Superdomo San francisco C2, San Francisco (Córdoba) |  |
|                    |                     | Reporte |                                  |                                                     |  |

| 25/02/2025 - 20:00 | C.A. y B. Bell | 3 - 2   | Atlético Echagüe Club | Superdomo San francisco C2, San Francisco (Córdoba) |  |
|                    |                | Reporte |                       |                                                     |  |

| 25/02/2025 - 20:00 | C.A. San Isidro | 3 - 0   | La Armonía | Superdomo San francisco C1, San Francisco (Córdoba) |  |
|                    |                 | Reporte |            |                                                     |  |

#### Semifinales 5.º al 8.º puesto
| 26/02/2025 - 14:30 | Club de Gimnasia y Tiro de Salta | 0 - 3   | Club Atlético Unión | Superdomo San francisco C1, San Francisco (Córdoba) |  |
|                    |                                  | Reporte |                     |                                                     |  |

| 26/02/2025 - 16:30 | La Armonía | 1 - 3   | Atlético Echagüe Club | Superdomo San francisco C1, San Francisco (Córdoba) |  |
|                    |            | Reporte |                       |                                                     |  |

#### Partido por el 7.º puesto
| 27/02/2025 - 10:30 | La Armonía | 0 - 3   | Club de Gimnasia y Tiro de Salta | Superdomo San francisco C2, San Francisco (Córdoba) |  |
|                    |            | Reporte |                                  |                                                     |  |

#### Partido por el 5.º puesto
| 27/02/2025 - 15:00 | Atlético Echagüe Club | 1 - 3   | Club Atlético Unión | Superdomo San francisco C1, San Francisco (Córdoba) |  |
|                    |                       | Reporte |                     |                                                     |  |

#### Semifinales
| 26/02/2025 - 18:30 | Tucumán de Gimnasia | 2 - 3   | Bahiense del Norte | Superdomo San francisco C1, San Francisco (Córdoba) |  |
|                    |                     | Reporte |                    |                                                     |  |

| 26/02/2025 - 20:30 | C.A. San Isidro | 3 - 2   | C.A. y B. Bell | Superdomo San francisco C1, San Francisco (Córdoba) |  |
|                    |                 | Reporte |                |                                                     |  |

#### Partido por el 3er puesto
| 27/02/2025 - 17:00 | C.A. y B. Bell | 3 - 2                                     | Tucumán de Gimnasia | Superdomo San francisco C1, San Francisco (Córdoba) |  |
|                    |                | ( 22/25 26/24 25/19 21/25 15/13 ) Reporte |                     |                                                     |  |

#### Final
| 27/02/2025 - 20:00 | C.A. San Isidro | 3 - 1                               | Bahiense del Norte | Superdomo San francisco C1, San Francisco (Córdoba) |  |
|                    |                 | ( 25/15 21/25 25/15 25/15 ) Reporte |                    |                                                     |  |

## Posiciones finales
| 1  | San Isidro                  |
| 2  | Bahiense del Norte          |
| 3  | C.A. Bell                   |
| 4  | Tucumán de Gimnasia         |
| 5  | Unión (SF)                  |
| 6  | Echagüe                     |
| 7  | Gimnasia y Tiro (Salta)     |
| 8  | La Armonía                  |
| 9  | Municipalidad San Carlos    |
| 10 | Salta Vóley                 |
| 11 | Brujas (Misiones)           |
| 12 | Selección juvenil argentina |
| 13 | Universitario de Córdoba    |
| 14 | Glorias Argentinas          |